# 丸山耕路
丸山 耕路（まるやま こうじ、1983年11月26日 - ）は、日本のクラシック音楽のピアニスト。

## 経歴
奈良県生まれ、三重県伊賀市出身。
幼少より叔母の影響でエレクトーンを弾き始め、5歳からヤマハ音楽教室に在籍。
主にジャズやポピュラーを中心に学び、各地のコンクールにおいてグランプリ、オーディエンス賞など12の賞を受賞している。
関西文化芸術学院（現在の関西文化芸術高等学校）に電子オルガン専攻で入学。同高校1年在籍時、フジ子・ヘミングのドキュメンタリーを観たことからピアノの音色の美しさに興味を持ち、周囲に反対されながらも専攻楽器をエレクトーンからピアノに変更した。
その時のことについて彼は、「とりあえずピアノをやってみて、またエレクトーンに戻るつもりだったが、ピアノを弾いていくうちにその豊かな響きに引き込まれ虜になった。」と語っている。
ハノンやチェルニーなどの基礎的な勉強を踏まずに、ショパンのエチュードなどからスタートし、ピアノを始めて僅か1年5ヵ月後に第19回京都ピアノコンクール（京都新聞社主催）においてフランツ・リストの作品を演奏。
221名が参加した全部門を通じた最優秀賞である京都新聞社賞を受賞し、大きな注目を集めた 。
その後、大阪音楽大学音楽学部ピアノ専攻に入学。在学中に日本音楽コンクールを始め、高松国際ピアノコンクール、飯塚新人音楽コンクールなど数々のコンクールに入賞。2006年に同大学より最優秀賞を授与され、首席で卒業した。
同年にはクラシック界の登竜門とされる新人演奏会に出演する ほか、リサイタルなど全国で演奏活動を行った。
2007年から 財団法人ロームミュージックファンデーションより給付奨学金を得て渡独。
ドイツ国立デトモルト音楽大学に首席で入学、その後、シュトゥットガルト音楽演劇大学に在籍し、ヨーロッパ各地で演奏活動を行う。2010年に帰国。
ピアニストとして各地でのリサイタルや演奏会に出演するほか、これまでに東京交響楽団、大阪フィルハーモニー交響楽団、大阪交響楽団、ザ・カレッジ・オペラハウス管弦楽団、テレマン室内オーケストラなど多くのオーケストラとの共演、NHK-FM「名曲リサイタル」「リサイタル・ノヴァ」への出演など演奏活動を行なっている。2017年に開催されたJ.Sバッハ作品によるリサイタルでは日本演奏連盟による増山美知子ニューアーティストシリーズに選出されている。ソロ活動のほか、歌曲の伴奏者としては「詩を奏でるピアニスト」など高く評価されており 、歌手との共演も多い。これまでにドイツ・リートや日本歌曲などの作品が収録されたCDがリリースされている。
2010年より大阪音楽大学音楽学部、同短期大学部講師を務めるほか、全国各地のコンクールで審査員やアドバイザーなども務めている。

## 特徴
演奏の特徴として、傑出した美しい音色に抒情的な歌い回しが挙げられる。
柔らかな音色と切れの良いリズム感、きめ細かいニュアンスに独自の音楽観を備えていると評されている。
即興演奏を長く学び、クラシックピアノに移行したという異色の経歴から生まれる滔々と歌い上げる自由な演奏スタイルは、
「のだめカンタービレ」に登場する主人公「のだめ」のようだとも言われている。

## 受賞歴
- 2001年 -京都ピアノコンクール　金賞・京都新聞社賞
- 2003年 -第14回吹田音楽コンクール　審査員奨励賞
- 2004年 -第16回宝塚ベガ音楽コンクール　第3位
- 2005年 -第24回飯塚新人音楽コンクール　第１位[12]
- 2005年 -第74回日本音楽コンクール　第２位[13]
- 2006年 -第1回高松国際ピアノコンクール　審査員特別賞[14]
- 2007年 -和歌山音楽コンクール　優秀伴奏者賞[15]
- 2007年 -第3回クールシュヴェール国際音楽アカデミー　音楽賞